# Poliedru Catalan

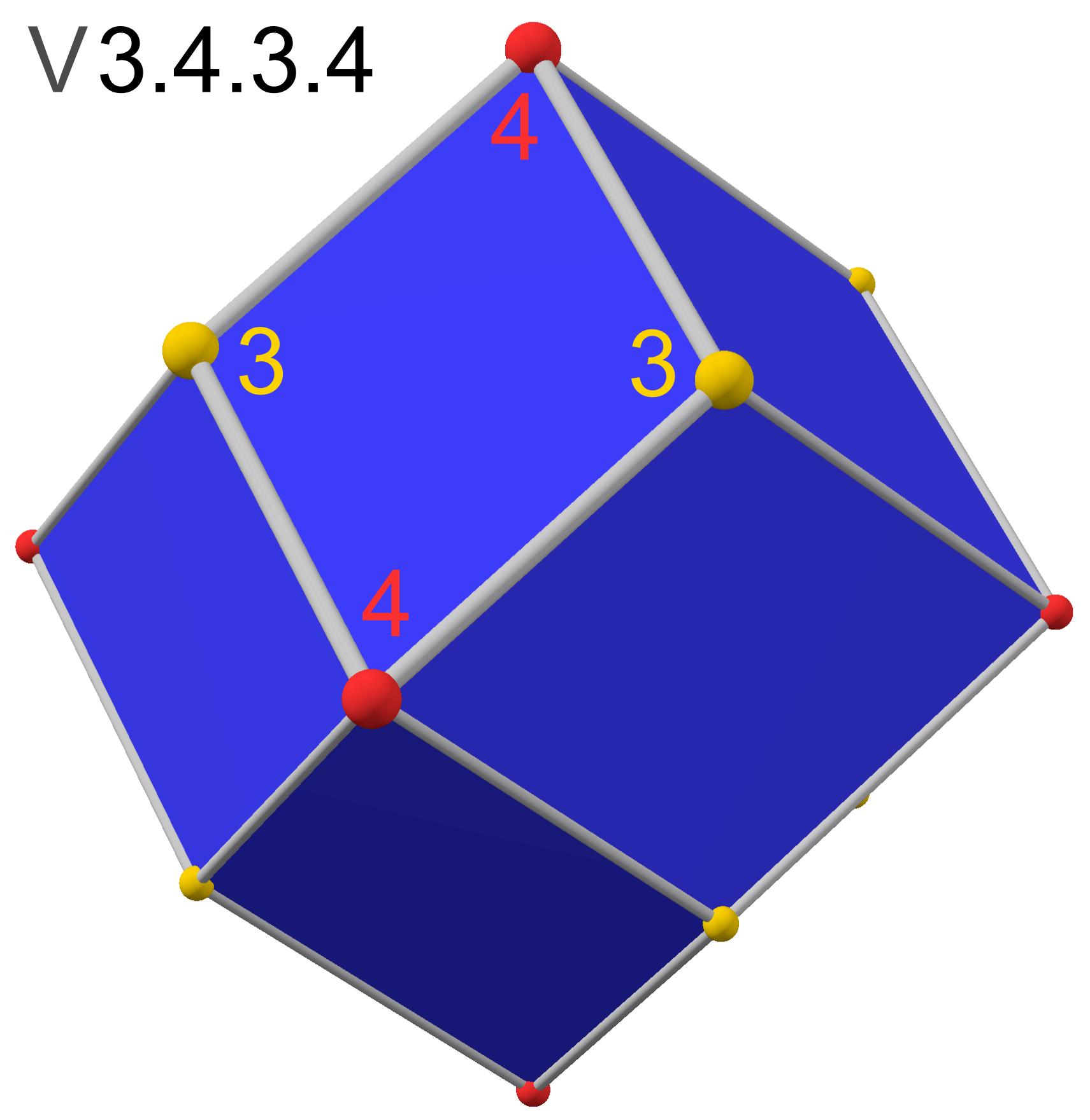
Dodecaedrul rombic cu configurația feței

În matematică, un poliedru Catalan, sau dual arhimedic, este un poliedru dual al unui poliedru arhimedic. Există 13 poliedre Catalan. Acestea sunt numite după matematicianul belgian Eugène Catalan care le-a descris pentru prima dată în 1865.
Poliedrele Catalan sunt toate convexe. Ele sunt tranzitive pe fețe, dar nu sunt tranzitive pe vârfuri. Asta datorită faptului că dualele poliedrelor arhimedice sunt tranzitive pe vârfuri, dar nu și pe fețe. Spre deosebire de poliedrele platonice și cele arhimedice, fețele poliedrelor Catalan nu sunt poligoane regulate. Totuși, figurile vârfurilor poliedrelor Catalan sunt regulate și au unghiuri diedre constante. Fiind tranzitive pe fețe, poliedrele Catalan sunt izoedre.
În plus, două dintre poliedrele Catalan, dodecaedrul rombic și triacontaedrul rombic, sunt tranzitive pe muchii. Acestea sunt dualele a două poliedre arhimedice cvasiregulate.
Așa cum  prismele și antiprismele nu sunt considerate poliedre arhimedice, la fel bipiramidele și  trapezoedrele, în ciuda faptului că sunt tranzitive pe fețe, nu sunt considerate poliedre Catalan.
Două dintre poliedrele Catalan, icositetraedrul pentagonal și hexacontaedrul pentagonal, sunt chirale, duale la chiralele cub snub și dodecaedru snub. Acestea vin fiecare în două forme enantiomorfe. Fără a lua în considerare enantiomorfele, bipiramidele și trapezoedrele, există în total 13 poliedre Catalan.
| n  | Poliedru arhimedic        | Poliedru Catalan          |
| -- | ------------------------- | ------------------------- |
| 1  | tetraedru trunchiat       | tetraedru triakis         |
| 2  | cub trunchiat             | octaedru triakis          |
| 3  | cuboctaedru trunchiat     | dodecaedru disdiakis      |
| 4  | octaedru trunchiat        | hexaedru tetrakis         |
| 5  | dodecaedru trunchiat      | icosaedru triakis         |
| 6  | icosidodecaedru trunchiat | triacontaedru disdiakis   |
| 7  | icosaedru trunchiat       | dodecaedru pentakis       |
| 8  | cuboctaedru               | dodecaedru rombic         |
| 9  | icosidodecaedru           | triacontaedru rombic      |
| 10 | rombicuboctaedru          | icositetraedru romboidal  |
| 11 | rombicosidodecaedru       | hexacontaedru romboidal   |
| 12 | cub snub                  | icositetraedru pentagonal |
| 13 | dodecaedru snub           | hexacontaedru pentagonal  |

## Simetrie
Poliedrele Catalan, împreună cu dualele lor, poliedrele arhimedice, pot fi grupate în simetriile tetraedrică, octaedrică și icosaedrică. Atât pentru simetria octaedrică, cât și pentru cea icosaedrică există șase forme. Singurul poliedru Catalan cu o simetrie tetraedrică autentică este tetraedrul triakis (dual al tetraedrului trunchiat). Dodecaedrul rombic și hexaedrul tetrakis au simetrie octaedrică, dar pot fi colorate pentru a avea doar simetrie tetraedrică. De asemenea, există variante rectificate și snub cu simetrie tetraedrică, dar acestea sunt poliedre platonice în loc să fie arhimedice, deci dualele lor sunt platonice în loc de Catalan. (Sunt afișate cu fundal maro în tabelul de mai jos.)
| arhimedic (platonic) |
| Catalan (platonic)   |

| arhimedic |
| Catalan   |

| Arhimedic |
| Catalan   |

## Lista poliedrelor Catalan
| Nume (Nume dual) Simbol Conway                           | Imagini                                                     | Schelet ortogonal | Poligonul feței           | Unghiurile feței (°)          | Unghi diedric (°) | Fețe Muchii Vârfuri | Sim. |
| -------------------------------------------------------- | ----------------------------------------------------------- | ----------------- | ------------------------- | ----------------------------- | ----------------- | ------------------- | ---- |
| tetraedru triakis (tetraedru trunchiat) "kT"             | tetraedru triakis · Triakis tetraedru                       |                   | triunghi isoscel V3.6.6   | 112.885 33.557                | 129.521           | 12 18 8             | Td   |
| dodecaedru rombic (cuboctaedru) "jC"                     | dodecaedru rombic · dodecaedru rombic                       |                   | romb V3.4.3.4             | 70.529 109.471 70.529 109.471 | 120               | 12 24 14            | Oh   |
| octaedru triakis (cub trunchiat) "kO"                    | octaedru triakis · octaedru triakis                         |                   | triunghi isoscel V3.8.8   | 117.201 31.400                | 147.350           | 24 36 14            | Oh   |
| hexaedru tetrakis (octaedru trunchiat) "kC"              | hexaedru tetrakis · hexaedru tetrakis                       |                   | triunghi isoscel V4.6.6   | 83.621 48.190                 | 143.130           | 24 36 14            | Oh   |
| icositetraedru romboidal (rombicuboctaedru) "oC"         | icositetraedru romboidal · icositetraedru romboidal         |                   | romboid V3.4.4.4          | 81.579 115.263                | 138.118           | 24 48 26            | Oh   |
| dodecaedru disdiakis (cuboctaedru trunchiat) "mC"        | dodecaedru disdiakis · dodecaedru disdiakis                 |                   | triunghi scalen V4.6.8    | 87.202 55.025 37.773          | 155.082           | 48 72 26            | Oh   |
| icositetraedru pentagonal (cub snub) "gC"                | icositetraedru pentagonal · icositetraedru pentagonal (Ccw) |                   | pentagon V3.3.3.3.4       | 114.812 80.752                | 136.309           | 24 60 38            | O    |
| triacontaedru rombic (icosidodecaedru) "jD"              | triacontaedru rombic · triacontaedru rombic                 |                   | romb V3.5.3.5             | 63.435 116.565 63.435 116.565 | 144               | 30 60 32            | Ih   |
| icosaedru triakis (dodecaedru trunchiat) "kI"            | icosaedru triakis · icosaedru triakis                       |                   | triunghi isoscel V3.10.10 | 119.039 30.480                | 160.613           | 60 90 32            | Ih   |
| dodecaedru pentakis (icosaedru trunchiat) "kD"           | dodecaedru pentakis · dodecaedru pentakis                   |                   | triunghi isoscel V5.6.6   | 68.619 55.691                 | 156.719           | 60 90 32            | Ih   |
| hexacontaedru romboidal (rhombicosidodecaedru) "oD"      | hexacontaedru romboidal · hexacontaedru romboidal           |                   | romboid V3.4.5.4          | 86.974 67.783 86.974 118.269  | 154.121           | 60 120 62           | Ih   |
| triacontaedru disdiakis (icosidodecaedru trunchiat) "mD" | triacontahedron disdiakis · triacontaedru disdiakis         |                   | triunghi scalen V4.6.10   | 88.992 58.238 32.770          | 164.888           | 120 180 62          | Ih   |
| hexacontaedru pentagonal (dodecaedru snub) "gD"          | hexacontaedru pentagonal · hexacontahedron pentagonal (Ccw) |                   | pentagon V3.3.3.3.5       | 118.137 67.454                | 153.179           | 60 150 92           | I    |

## Geometrie
Toate unghiurile diedre ale unui poliedru Catalan sunt egale. Notând valoarea lor cu {\displaystyle \theta } , și notând unghiurile celor {\displaystyle p} fețe care se întâlnesc într-un vârf cu {\displaystyle \alpha _{p}}, există relația
{\displaystyle \sin(\theta /2)=\cos(\pi /p)/\cos(\alpha _{p}/2)}.
care poate fi folosită pentru a calcula {\displaystyle \theta } și {\displaystyle \alpha _{p}}, {\displaystyle \alpha _{q}}, ... doar din {\displaystyle p}, {\displaystyle q}... etc.

### Fețe triunghiulare
Dintre cele 13 poliedre Catalan, 7 au fețe triunghiulare. Acestea sunt de forma Vp.q.r, unde p, q și r au valori între 3, 4, 5, 6, 8 și 10. Unghiurile {\displaystyle \alpha _{p}}, {\displaystyle \alpha _{q}} și {\displaystyle \alpha _{r}} se pot calcula în modul următor. Fie {\displaystyle a=4\cos ^{2}(\pi /p)}, {\displaystyle b=4\cos ^{2}(\pi /q)}, {\displaystyle c=4\cos ^{2}(\pi /r)} și fie
{\displaystyle S=-a^{2}-b^{2}-c^{2}+2ab+2bc+2ca}.
Atunci
{\displaystyle \cos(\alpha _{p})={\frac {S}{2bc}}-1},
{\displaystyle \sin(\alpha _{p}/2)={\frac {-a+b+c}{2{\sqrt {bc}}}}}.
Pentru {\displaystyle \alpha _{q}} și {\displaystyle \alpha _{r}} expresiile sunt, bineînțeles, similare. Unghiul diedru {\displaystyle \theta } poate fi calculat din
{\displaystyle \cos(\theta )=1-2abc/S}.
De exemplu, pentru triacontaedrul disdiakis ({\displaystyle p=4}, {\displaystyle q=6} și {\displaystyle r=10}, rezultă {\displaystyle a=2}, {\displaystyle b=3} și {\displaystyle c=\phi +2}, unde {\displaystyle \phi } este secțiunea de aur) se obține {\displaystyle \cos(\alpha _{4})={\frac {2-\phi }{6(2+\phi )}}={\frac {7-4\phi }{30}}} și {\displaystyle \cos(\theta )={\frac {-10-7\phi }{14+5\phi }}={\frac {-48\phi -155}{241}}}.

### Fețe patrulatere
Dintre cele 13 poliedre Catalan, 4 au fețe patrulatere. Acestea sunt de forma Vp.q.p.r, unde p, q și r au valori între 3, 4 și 5. Unghiurile {\displaystyle \alpha _{p}} se pot calcula cu relația
{\displaystyle \cos(\alpha _{p})={\frac {2\cos ^{2}(\pi /p)-\cos ^{2}(\pi /q)-\cos ^{2}(\pi /r)}{2\cos ^{2}(\pi /p)+2\cos(\pi /q)\cos(\pi /r)}}}.
Din aceasta, {\displaystyle \alpha _{q}}, {\displaystyle \alpha _{r}}și unghiul diedru pot fi calculate ușor. Alternativ, fie {\displaystyle a=4\cos ^{2}(\pi /p)}, {\displaystyle b=4\cos ^{2}(\pi /q)} și {\displaystyle c=4\cos ^{2}(\pi /p)+4\cos(\pi /q)\cos(\pi /r)}. Atunci {\displaystyle \alpha _{p}} și {\displaystyle \alpha _{q}} pot fi calculate din relațiile pentru cazul triunghiular. Unghiul {\displaystyle \alpha _{r}} poate fi calculat similar.
Fețele sunt romboidale, sau, dacă {\displaystyle q=r}, romburi.
De exemplu, pentru icositetraedrul romboidal ({\displaystyle p=4}, {\displaystyle q=3} și {\displaystyle r=4}) se obține {\displaystyle \cos(\alpha _{4})={\frac {1}{2}}-{\frac {1}{4}}{\sqrt {2}}}.

### Fețe pentagonale
Dintre cele 13 poliedre Catalan, 2 au fețe pentagonale. Acestea sunt de forma Vp.p.p.p.q, unde p=3 și q= 4 sau 5. Unghiurile {\displaystyle \alpha _{p}} pot fi calculate din ecuația de gradul trei
{\displaystyle 8\cos ^{2}(\pi /p)\cos ^{3}(\alpha _{p})-8\cos ^{2}(\pi /p)\cos ^{2}(\alpha _{p})+\cos ^{2}(\pi /q)=0}.

### Proprietăți metrice
Pentru un poliedru Catalan {\displaystyle {\bf {C}}}, fie {\displaystyle {\bf {A}}} dualul față de sfera mediană a {\displaystyle {\bf {C}}}. Atunci {\displaystyle {\bf {A}}} este un poliedru arhimedic având aceeași sferă mediană. Se notează lungimea muchiilor lui {\displaystyle {\bf {A}}} cu {\displaystyle l}. Fie {\displaystyle r} raza cercului înscris în fețele lui {\displaystyle {\bf {C}}}, {\displaystyle r_{m}} raza mediană a lui {\displaystyle {\bf {C}}} și {\displaystyle {\bf {A}}}, {\displaystyle r_{i}} raza cercului înscris în fețele lui {\displaystyle {\bf {C}}} și {\displaystyle r_{c}} raza cercului circumscris fețelor lui {\displaystyle {\bf {A}}}. Aceste mărimi pot fi exprimate în funcție de {\displaystyle l} și unghiul diedric {\displaystyle \theta } prin relațiile:
{\displaystyle r^{2}={\frac {l^{2}}{8}}(1-\cos \theta )},
{\displaystyle r_{m}^{2}={\frac {l^{2}}{4}}{\frac {1-\cos \theta }{1+\cos \theta }}},
{\displaystyle r_{i}^{2}={\frac {l^{2}}{8}}{\frac {(1-\cos \theta )^{2}}{1+\cos \theta }}},
{\displaystyle r_{c}^{2}={\frac {l^{2}}{2}}{\frac {1}{1+\cos \theta }}}.
Între aceste mărimi există relațiile {\displaystyle r_{m}^{2}=r_{i}^{2}+r^{2}}, {\displaystyle r_{c}^{2}=r_{m}^{2}+l^{2}/4} și {\displaystyle r_{i}r_{c}=r_{m}^{2}}. 
De exemplu, fie {\displaystyle {\bf {A}}} un cuboctaedru cu laturile {\displaystyle l=1}. Atunci {\displaystyle {\bf {C}}} este un dodecaedru rombic. Cu relațiile pentru fețe patrulatere {\displaystyle p=4} și {\displaystyle q=r=3} se obține {\displaystyle \cos \theta =-1/2}, rezultă {\displaystyle r_{i}=3/4}, {\displaystyle r_{m}={\frac {1}{2}}{\sqrt {3}}}, {\displaystyle r_{c}=1}, {\displaystyle r={\frac {1}{4}}{\sqrt {3}}}.
Toate vârfurile lui {\displaystyle {\bf {C}}} de tip {\displaystyle p} se află pe o sferă cu raza {\displaystyle r_{c,p}} dată de
{\displaystyle r_{c,p}^{2}=r_{i}^{2}+{\frac {2r^{2}}{1-\cos \alpha _{p}}}},
și similar pentru {\displaystyle q,r,\ldots }.
Dual, există o sferă tangentă în centrele tuturor fețelor lui {\displaystyle {\bf {A}}} care sunt poligoane regulate cu {\displaystyle p} laturi (și similar pentru {\displaystyle q,r,\ldots }). Raza {\displaystyle r_{i,p}} acestei sfere este dată de
{\displaystyle r_{i,p}^{2}=r_{m}^{2}-{\frac {l^{2}}{4}}\cot ^{2}(\pi /p)}.
Între aceste două raze există relația {\displaystyle r_{i,p}r_{c,p}=r_{m}^{2}}. Continuând exemplul: {\displaystyle \cos \alpha _{3}=-1/3} și {\displaystyle \cos \alpha _{4}=1/3}, care dă {\displaystyle r_{c,3}={\frac {3}{8}}{\sqrt {6}}}, {\displaystyle r_{c,4}={\frac {3}{4}}{\sqrt {2}}}, {\displaystyle r_{i,3}={\frac {1}{3}}{\sqrt {6}}} și {\displaystyle r_{i,4}={\frac {1}{2}}{\sqrt {2}}}.
Dacă {\displaystyle P} este un vârf de tip {\displaystyle p} al lui {\displaystyle {\bf {C}}}, {\displaystyle e} este o muchie a lui {\displaystyle {\bf {C}}} care pornește din {\displaystyle P}, și {\displaystyle P^{\prime }} punctul unde muchia {\displaystyle e} atinge sfera mediană a lui {\displaystyle {\bf {C}}}, se notează distanța {\displaystyle PP^{\prime }} cu {\displaystyle l_{p}}. Atunci muchiile lui {\displaystyle {\bf {C}}} care unesc vârfurile de tip {\displaystyle p} și {\displaystyle q} au lungimile {\displaystyle l_{p,q}=l_{p}+l_{q}}. Aceste valori pot fi calculate din
{\displaystyle l_{p}={\frac {l}{2}}{\frac {\cos(\pi /p)}{\sin(\alpha _{p}/2)}}},
și similar pentru {\displaystyle q,r,\ldots }. Continuând exemplul: {\displaystyle \sin(\alpha _{3}/2)={\frac {1}{3}}{\sqrt {6}}}, {\displaystyle \sin(\alpha _{4}/2)={\frac {1}{3}}{\sqrt {3}}}, {\displaystyle l_{3}={\frac {1}{8}}{\sqrt {6}}}, {\displaystyle l_{4}={\frac {1}{4}}{\sqrt {6}}}, deci muchiile dodecaedrului rombic au lungimea {\displaystyle l_{3,4}={\frac {3}{8}}{\sqrt {6}}}.
Unghiurile diedre {\displaystyle \alpha _{p,q}} între fețele {\displaystyle p}-gonale și {\displaystyle q}-gonale ale lui {\displaystyle {\bf {A}}} satisfac relația
{\displaystyle \cos \alpha _{p,q}={\frac {l^{2}}{4}}{\frac {\cot(\pi /p)\cot(\pi /q)}{r_{m}^{2}}}-{\frac {r_{i,p}r_{i,q}}{r_{m}^{2}}}={\frac {l_{p}l_{q}-r_{m}^{2}}{r_{c,p}r_{c,q}}}}.
În finalul exemplului, unghiul diedru {\displaystyle \alpha _{3,4}} al cuboctaedrului este dat de {\displaystyle \cos \alpha _{3,4}=-{\frac {1}{3}}{\sqrt {3}}}.

### Aplicarea la alte poliedre
Toate formulele din această secțiune se aplică poliedrelor platonice, bipiramidelor și trapezoedrelor cu unghiuri diedre egale, de asemenea, deoarece ele pot fi deduse din proprietatea unghiului diedru constant. De exemplu, pentru trapezoedrul pentagonal cu fețele V3.3.5.3, se obține {\displaystyle \cos(\alpha _{3})={\frac {1}{4}}-{\frac {1}{4}}{\sqrt {5}}}, sau {\displaystyle \alpha _{3}=108^{\circ }}. Acest lucru nu este surprinzător: este posibil să fie tăiate ambele vârfuri în așa fel încât să se obțină un dodecaedru regulat.